# Marbles
Marbles – trzynasty album studyjny Marillion.

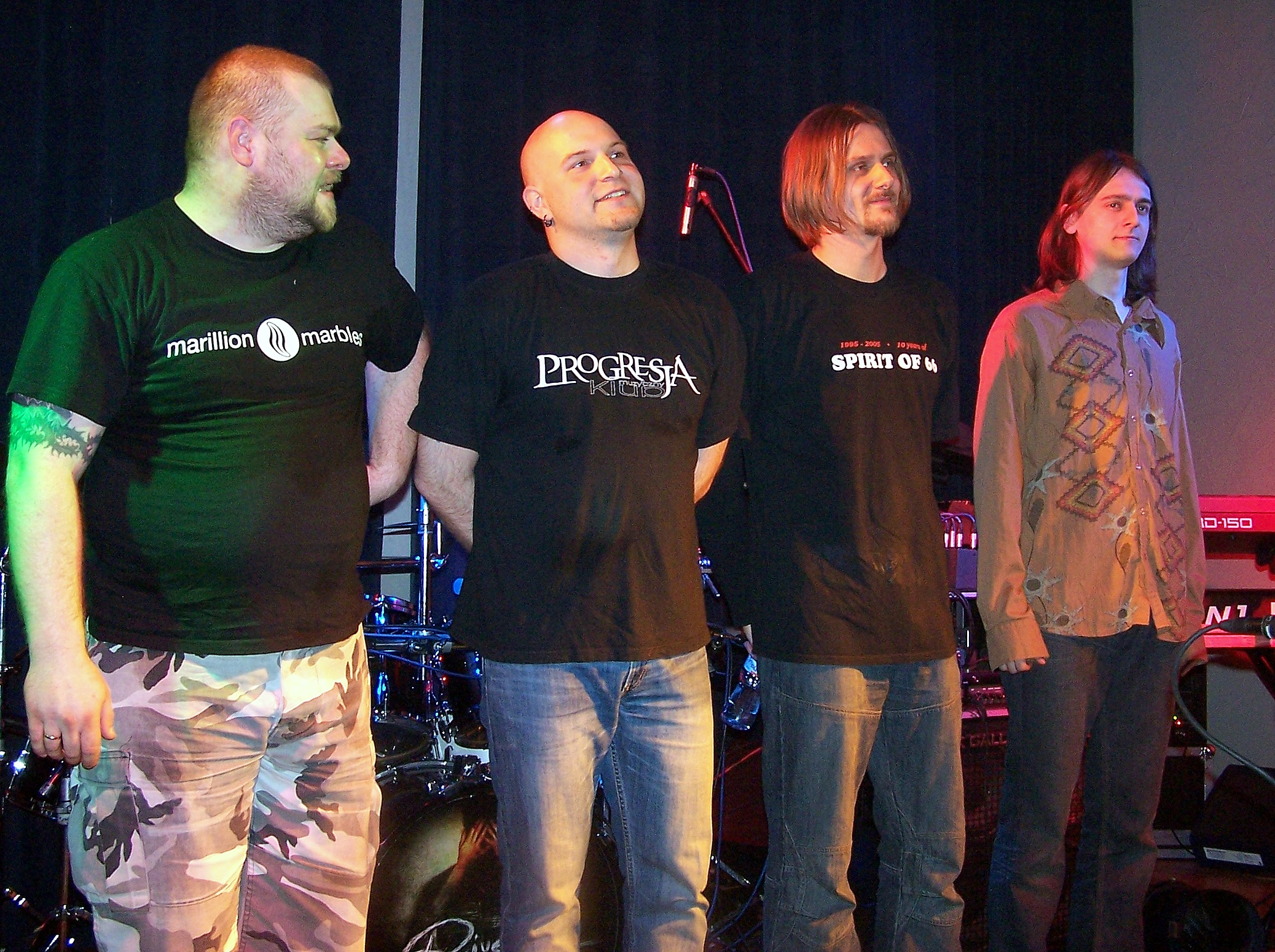
Grupa Riverside w 2006. Pierwszy z lewej perkusista Piotr Kozieradzki w koszulce promującej album Marbles

Fani którzy zamówili album jeszcze przed jego nagraniem otrzymali wersję 2CD "Deluxe Campaign Edition" z okładką zawierającą nazwiska wszystkich, którzy to zrobili. Data wydania "Marbles" w wersji jednopłytowej to 3 maja 2004, a dwupłytowa edycja była dostępna do kupienia na oficjalnej stronie zespołu. Limitowana wersja Marbles na płycie winylowej została wydana przez Racket Records 13 listopada 2006 roku.
Utwór 'You're Gone' dostał się jako pierwszy po wielu latach utwór Marillion, na Top 10 brytyjskiej listy przebojów, co nie spowodowało jednak uznania sukcesu grupy przez BBC i stacje CHR, które odmówiły prezentowania na swojej antenie utworu nie związanego z żadną dużą wytwórnią i branżą. Dwa utwory zespołu cieszyły się sukcesem na Liście Przebojów Trójki. Utwór "You're Gone" dotarł do 16 miejsca (spędzając w sumie 7 tygodni na liście). Singiel "Don't Hurt Yourself" przebił ten wynik plasując się na 8 miejscu (14 tygodni na liście plus 5 w poczekalni), wyrównując staż utworu "White Russian" (również 14 tygodni + 1 w poczekalni), który jak do tej pory był najdłużej utrzymującym się utworem Marillion na liście w historii.

## Skład zespołu
- Steve Hogarth – śpiew
- Steve Rothery – gitara
- Pete Trewavas – gitara basowa
- Mark Kelly – keyboard
- Ian Mosley – perkusja

## Lista utworów

### Wersja dwupłytowa

#### CD1
1. The Invisible Man – 13:37
2. Marbles I – 1:42
3. Genie – 4:54
4. Fantastic Place – 6:12
5. The Only Unforgivable Thing – 7:13
6. Marbles II – 2:02
7. Ocean Cloud – 17:58

#### CD2
1. Marbles III – 1:51
2. The Damage – 4:35
3. Don't Hurt Yourself – 5:48
4. You're Gone – 6:25
5. Angelina – 7:42
6. Drilling Holes – 5:11
7. Marbles IV – 1:26
8. Neverland – 12:10

### Wersja jednopłytowa
1. The Invisible Man – 13:37
2. Marbles I – 1:42
3. You're Gone – 6:25
4. Angelina – 7:42
5. Marbles II – 2:02
6. Don't Hurt Yourself – 5:48
7. Fantastic Place – 6:12
8. Marbles III – 1:51
9. Drilling Holes – 5:11
10. Marbles IV – 1:26
11. Neverland – 12:10
12. You're Gone (single mix) – 4:05 (bonus wydania europejskiego)
13. Don't Hurt Yourself (promo video) - 3:45 (bonus wydania północnoamerykańskiego)

Utwór "Neverland" pojawił się już na płycie CD rozsyłanej fanom z okazji Bożego Narodzenia 2003.

## Single
- "You're Gone"
- "Don't Hurt Yourself"